# Cycas indica
Cycas indica — вид саговників, ендемік штату Карнатака, Індія.